# ЦСКА 1948
Футбольний клуб Центральний спортивний клуб армії 1948 (болг. Футболен Клуб Централен спортен клуб на армията 1948) — болгарський футбольний клуб з міста Софія, столиці країни. Домашні матчі команда проводить на стадіоні «Васил Левський», що вміщує 43 230 глядачів. З 2021 року для домашніх матчів використовує стадіон «Бистриця»

## Історія

### Заснування
У червні 2016 року, після того, як юридична фірма, яка представляла ПФК ЦСКА Софія, «ПФК ЦСКА ЕАД» збанкрутувала, була створена нова, щоб ЦСКА міг взяти участь у новоствореній Першій професіональній футбольній лізі. Частина вболівальників «армійців» не визнали цю процедуру і вирішили заснувати свій власний клуб — ФК ЦСКА 1948 Софія.
Клуб був заснований 19 липня 2016 року, на зустрічі в Центральному військовому клубі в Софії. Члени установчих зборів оголосили про співробітництво з виробником спортивних товарів Erreà і взяли емблему, схожу з логотипом ЦСКА.

### Аматорські ліги (2016—2018)
21 серпня 2016 року «ЦСКА 1948» виграв свій перший трофей, перемігши у товариському турнірі чотирьох клубів у Кокаляне. Команда обіграла софійський «Академік» у фіналі з рахунком 1:0.
У своїй першій офіційній грі в сезоні 2016/17 «ЦСКА 1948» розгромив софійський «Люлін» з рахунком 8:0 в рамках Софійській обласної аматорської футбольної групи. Перші свої домашні матчі команда проводила на стадіоні «Васил Левський», але пізніше грала також в «Обеле» і «Германі». «ЦСКА 1948» виграв свою групу і став переможцем всієї Софійської обласної аматорської футбольної групи. 7 червня 2017 року команда грала з «Брацигово» за путівку в третю лігу і виявилася сильнішою у серії пенальті (7:6). Крім того, «ЦСКА 1948» вийшов у фінал Кубка Болгарської аматорської футбольної ліги, який програв 25 травня 2017 року клубу з третьої ліги «Чорноморець» з Балчика.
Для участі в третьому дивізіоні болгарського футболу (у сезоні 2017/18) "ЦСКА 1948 переїхав на стадіон «Драгалевці», щоб відповідати вимогам ліги. 19 травня 2018 року клуб забезпечив собі вихід у Другу професіональну футбольну лігу. Команда закінчила сезон з 29 перемогами, 5 нічиїми та без поразок, а два її футболіста стали найкращими бомбардирами Південно-Західної Третьої ліги — Андон Гуштеров і Петко Петков. Також «ЦСКА 1948» провів хорошу кампанію в Кубку Болгарської аматорської футбольної ліги, на цей раз вийшовши в півфінал.

### Друга професіональна ліга (2018—2020)
Перед сезоном 2018/19 у Другій професіональній лізі «ЦСКА 1948» повернувся на стадіон імені Василя Левського через підвищеного до себе інтересу і більш високого статусу ліги. Команда була значно посилена професіональними гравцями, оскільки метою на сезон був поставлений вихід у найвищу лігу. Після чотирьох турів головний тренер Валентин Ілієв, який керував клубом з самого початку, був замінений на Петко Петкова. ЦСКА 1948, врешті-решт, фінішував четвертим, на три очки нижче місця плей-оф, яке зайняв клуб «Арда» (Кирджалі).
Хоча ЦСКА не вийшов до еліти з першої спроби, команда зарекомендувала себе як сильний претендент на просування і провела яскравий початок нового сезону — вісім перемог поспіль на старті сезону 2019/20.

### Перша професіональна ліга (2020–)
Клуб забезпечив собі місце в Першій лізі на сезон 2020–21 після перемоги у Другій лізі 2019–20. 2 червня Красимир Балаков був оголошений тренером у новому сезоні. Клуб представив новий логотип 30 червня в рамках підготовки до дебюту в Першій лізі. 7 серпня команда дебютувала у Першій лізі у матчі з софійським ЦСКА, в результаті поєдинок закінчився з рахунком 2:2.

## Досягнення
Кубок Болгарії:
- Фіналіст (1): 2023

Південно-Західна група Третьої ліги:
- Переможець: 2017-18

Обласна група «А» (Софія):
- Переможець: 2016/17

Кубок Болгарської аматорської футбольної ліги:
- Фіналіст: 2016/17